# The Wild Ones
«The Wild Ones» — второй сингл из альбома Dog Man Star группы Suede, выпущенный на лейбле Nude Records 14 ноября 1994 года. В чартах Великобритании достиг 18 места. «Modern Boys», один из би-сайдов сингла, на американском издании Dog Man Star присутствует в качестве альбомного трека. На сингле также присутствует версия «Introducing the Band» работы первопроходца электронной музыки Брайана Ино.
Бретт Андерсон неоднократно утверждал, что считает песню пиком творческого партнёрства с Бернардом Батлером, но также и своей любимой песней Suede.
Клип к «The Wild Ones» был снят в Дартмуре под руководством Ховарда Гринхалга. Клип обошёлся в 150 000 фунтов, большая часть которых ушла на спецэффекты.
«This World Needs a Father» — единственная песня Suede, содержащая вклад как Бернарда Батлера, так и Ричарда Оукса.
Британский журнал New Musical Express включил данную композицию в свой список «500 величайших песен всех времён», разместив её в нём на 370-й позиции.

## Список композиций
Слова и музыка всех песен — написаны Бернардом Батлером и Бреттом Андерсоном, кроме специально отмеченных.
| №  | Название                    | Длительность |
| -- | --------------------------- | ------------ |
| 1. | «The Wild Ones»             | 4:50         |
| 2. | «Modern Boys»               | 4:08         |
| 3. | «This World Needs a Father» | 3:54         |

| №  | Название                                          | Длительность |
| -- | ------------------------------------------------- | ------------ |
| 1. | «The Wild Ones»                                   | 4:51         |
| 2. | «Eno’s Introducing the Band» (ремикс Брайана Ино) | 15:45        |
| 3. | «Asda Town» (Андерсон)                            | 4:25         |

| №  | Название                                          | Длительность |
| -- | ------------------------------------------------- | ------------ |
| 1. | «The Wild Ones»                                   | 4:51         |
| 2. | «Eno’s Introducing the Band» (ремикс Брайана Ино) | 15:57        |